# خلف هضيبان العتيبي
خلف هضيبان جهز العتيبي مواليد دولة الكويت ، نائب سابق في مجلس الأمة الكويتي ، شارك في انتخابات مجلس الأمة الكويتي (التكميلية) عام 1967 عن الدائرة الخامسة كيفان وحصل علي ( 35 ) وحصل علي المركز الثامن والعشرون ونجح بالانتخابات، كما شارك في انتخابات مجلس الأمة الكويتي عام 1975 عن الدائرة الخامسة كيفان وحصل علي ( 770 ) وحصل علي المركز الخامس ونجح بالانتخابات.